# Saint-Michel-de-Rieufret

Saint-Michel-de-Rieufret este o comună în departamentul Gironde din sud-vestul Franței. În 2009 avea o populație de 534 de locuitori.

## Evoluția populației
| An        | 1975 | 1982 | 1990 | 1999 | 2006 | 2009 |
| --------- | ---- | ---- | ---- | ---- | ---- | ---- |
| Populație | 153  | 278  | 471  | 498  | 517  | 534  |